# Arroyo Grande, Las Choapas
Arroyo Grande är en ort i Mexiko.   Den ligger i kommunen Las Choapas och delstaten Veracruz, i den sydöstra delen av landet, 600 km öster om huvudstaden Mexico City. Arroyo Grande ligger 65 meter över havet och antalet invånare är 326.
Terrängen runt Arroyo Grande är platt åt nordost, men åt sydväst är den kuperad. Runt Arroyo Grande är det ganska glesbefolkat, med 29 invånare per kvadratkilometer. Närmaste större samhälle är Francisco Martínez Gaytán, 14,1 km norr om Arroyo Grande. Omgivningarna runt Arroyo Grande är en mosaik av jordbruksmark och naturlig växtlighet.